# Phonoeingang
Als Phonoeingang bezeichnet man einen Anschluss (meist Cinchanschluss) an einem HiFi-Verstärker, an den man einen Plattenspieler ohne eingebauten Entzerrvorverstärker anschließen kann. Er unterscheidet sich von anderen Signaleingängen dadurch, dass er auf eine andere Spannung ausgelegt ist.

## Anschluss von Moving Magnet-Tonabnehmern
Die Spannung bei Phonoeingägen für Plattenspieler mit Magnet-Tonabnehmersystem liegt bei 2 mV, während „normale“ Eingänge eine Spannung von 200 mV besitzen (jeweils bei 1 kHz). Um diese Plattenspieler an andere Eingänge anzuschließen, ist daher ein Entzerrvorverstärker nötig.
Andersherum können die Signale anderer Tonquellen nicht an einen Phonoeingang angeschlossen werden, weil ihre Spannungen näherungsweise um den Faktor 100 zu hoch für diesen Eingang sind.

## Anschluss anderer Tonabnehmersysteme
Andere Tonabnehmersysteme als Moving Magnet liefern Spannungen, die bei Anschluss an den Phonoeingang nicht (Kristalltonabnehmer) bzw. um den Faktor 10 (Moving Coil System) verstärkt werden müssen.
Nur wenige Vollverstärker bieten Anschlussmöglichkeiten für Moving-Coil-Systeme, da deren extrem geringe Ausgangsspannung idealerweise schon in unmittelbarer Nähe des Plattenspielers erhöht bzw. verstärkt werden sollte. Zudem stellt der hierzu erforderliche Vor-Vorverstärker erhebliche Ansprüche an Rauschfreiheit und Unempfindlichkeit gegenüber elektrischen und magnetischen Einstreuungen. Da Moving-Coil-Systeme (auch aufgrund ihres Preises) weniger verbreitet sind als konventionelle Moving-Magnet-Systeme, wäre nur eine kleine Zielgruppe für dieses Feature ansprechbar.

## Entzerrung
Die Musikinformation, die auf einer Mikrorillenplatte gespeichert ist, wird beim Schneidvorgang im Frequenzgang linear verzerrt. Dies ist erforderlich, um die Oberfläche beider Plattenseiten zugunsten einer längeren Spieldauer effektiver ausnutzen zu können. Bei dieser Verzerrung werden die niederfrequenten Signale, die statistisch gesehen größere Amplituden, d. h. Auslenkungen in der Seiten- und Tiefenmodulation der Stereoplatte, besitzen, gedämpft. Dies geschieht anhand von international genormten Kennlinien, von denen die bekannteste und verbreitetste die RIAA-Kennlinie ist. 
Zur Wiederherstellung eines unverzerrten Frequenzganges muss das Eingangssignal einen Filter durchlaufen, dessen Filterkennlinie spiegelbildlich zur Aufnahmekennlinie ist. Die "unterrepräsentierten" tiefen Frequenzen werden angehoben. Dabei muss die RIAA-Kennlinie möglichst genau umgesetzt werden, da sonst eine spürbare Verfärbung des Klangbildes sowie das Stereoklangbild beeinträchtigende Phasenfehler entstehen.
Unglücklicherweise erzeugen Plattenspieler mit ihrem dem Masse-Feder-Schwinger analogen Antrieb (Motor, Riemen bzw. String, massereicher Plattenteller) und einem mechanisch-elektrischen Wandler gleicher Analogie (dynamische und statische Masse von Tonarm und Tonabnehmer, Nadelsteifigkeit) Störgeräusche vor allem bei sehr niedrigen Frequenzen („Rumpeln“). Würden diese im Entzerrerverstärker entsprechend angehoben und in der weiteren Signalkette verstärkt, wäre eine unzulässige, zumindest aber zu hohen nichtlinearen Verzerrungen führende Auslenkung der Lautsprechermembranen die Folge. Aus diesem Grunde enthält der Entzerrer einen Hochpass, der Frequenzen unterhalb von 20 Hz stark bedämpft.